# Girnitz (Nabburg)
Girnitz ist ein Ortsteil der Stadt  Nabburg im Oberpfälzer Landkreis Schwandorf (Bayern).

## Geografie
Girnitz liegt ungefähr 500 Meter südlich der Staatsstraße 2040, etwa fünf Kilometer östlich der Bundesautobahn 93 und ungefähr sechs Kilometer südöstlich von Nabburg.

## Geschichte
Der Ortsname Girnitz (auch: Gornitz, Gürnitz, Gürniz) ist slawischen Ursprungs. Der Ort ist im Nabburger Raum die einzige südlich von Perschen gelegene slawische Siedlung. Erstmals wird Girnitz im Salbuch von 1473/75 schriftlich erwähnt. 1513 hatte Girnitz 4 Höfe, 2 Halbhöfe, 2 Lehen; 1596 4 ganze Höfe, 4 Halbhöfe; 1606 6 Höfe, 1 Gut, 7 Pferde, 16 Ochsen, 28 Kühe, 23 Rinder, 2 Schweine, 2 Kälber, 160 Schafe und 13 Frischlinge.
Durch den Dreißigjährigen Krieg und die damit verbundenen Einquartierungen, Plünderungen und die Pest verringerte sich die Bevölkerung und der Viehbestand von Girnitz. Erst im 18. Jahrhundert kam es langsam zu einer Erholung und zum Aufschwung.
1721 hatte Girnitz 8 Anwesen im Hoffuß, 8 Häuser, 8 Feuerstätten; 1762 7 Herdstätten, 5 Inwohner und ein Hirtenhaus; 1792 hatte es 7 hausgesessene Amtsuntertanen.
Anfang des 19. Jahrhunderts wurde zum Zweck der Steuererhebung das Land vermessen, der Besitz wurde erfasst, Kataster wurden hergestellt.
Es begannen sich in Bayern Gemeinden herauszubilden.
1811 gab es im Landgericht Nabburg 58 Steuerdistrikte, einer davon war Girnitz.
Zum Steuerdistrikt Girnitz gehörten außer Girnitz selbst Eckendorf mit Kumpfmühle und Höflarn mit Bärnmühle.
Außerdem gehörte Girnitz zur Obmannschaft Diendorf.
1828 gehörte Girnitz mit 8 Wohngebäuden, 8 Familien und 56 Einwohnern zur Landgemeinde Diendorf, zur Filialkirche in Perschen und zur katholischen Schule in Perschen. Alle Einwohner waren katholisch.
Zum Stichtag 23. März 1913 (Osterfest) gehörte Girnitz zur Pfarrei Schwarzach. Es hatte 9 Häuser und 72 Einwohner.
1964 hatte Girnitz 9 Wohngebäude und 49 Einwohner und gehörte zur Landgemeinde Diendorf und zum Landkreis Nabburg.
Zum 1. Juli 1972 wurde der Landkreis Nabburg aufgelöst und Girnitz gelangte als Teil der Gemeinde Diendorf in den neu gebildeten Landkreis Schwandorf.
Am 1. Januar 1975 wurde Girnitz als Teil der Gemeinde Diendorf in die Stadt Nabburg eingegliedert.
Am 31. Dezember 1990 hatte Girnitz 38 Einwohner und gehörte zur Pfarrei Schwarzach-Altfalter.

## Kultur und Sehenswürdigkeiten
- Girnitz 2, Griesl-Bauer, ist ein Walmdachbau mit Rundbogenportal, bezeichnet mit 1712. Ein eingemauerter romanischer Steinbildstock war ursprünglich eine Gemarkungssäule.
- Girnitz 5, Schrot-Bauer, ist ein erdgeschossiger Satteldachbau mit Gredvordach aus dem 18. Jahrhundert. Hier befindet sich eine 1862 erbaute Hofkapelle, die der Jungfrau Maria geweiht ist.[11][10]